# Ariamnes melekalikimaka
Ariamnes melekalikimaka är en spindelart som beskrevs av Gillespie och Rivera 2007. Ariamnes melekalikimaka ingår i släktet Ariamnes och familjen klotspindlar. Inga underarter finns listade i Catalogue of Life.